# Bert Bertrand
Bert Bertrand est un journaliste belge des années 1970 spécialisé en musique rock.

## Biographie
Bert Bertrand était le fils du scénariste de bande dessinée Yvan Delporte. Il se suicida à New York en 1983.

## Presse
Il collabora à la rubrique "Pop Hot", rubrique rock du magazine Télémoustique créée par Piero Kenroll ainsi qu'aux revues rock More! et En attendant (ainsi nommée parce que les rédacteurs de "More!" s'étaient fait voler le titre de leur publication et en attendaient la restitution).

## Musique
Bert Bertrand était le chanteur du groupe pop humoristique The Bowling Balls, avec Frédéric Jannin, Thierry Culliford et Christian Lanckvrind.
On leur doit notamment les singles God Save the Night Fever, Visco Video' You Don't Know What It's like to Be Alone in the House et The Boys/The Girls.

## À l'origine du nom de Plastic Bertrand
Bert Bertrand incarnait si bien le microcosme belge du punk rock que Lou Deprijck utilisa son nom lorsqu'il créa son pastiche de musicien punk, en le combinant au plastique si cher aux punks : le nom de Plastic Bertrand était né.